# 8680 Роне
8680 Роне (8680 Rone) — астероїд головного поясу, відкритий 2 березня 1992 року.
Тіссеранів параметр щодо Юпітера — 3,184.
Назва від Роне - невеликої парафії на Готланді